# Lucas Hernández
Lucas François Bernard Hernández (nascut el 14 de febrer de 1996), conegut simplement com a Lucas, és un futbolista professional francès que juga com a lateral esquerre pel Paris Saint-Germain FC. És internacional amb la selecció francesa.
És conegut per la seva versatilitat i habilitat defensiva. És el germà gran del també futbolista professional Théo Hernandez, i fill de Jean-François Hernandez, un futbolista retirat.
Hernández va començar la seva carrera amb l'Atlètic de Madrid, on va disputar més de 100 partits competitius, arribant a la final de la Lliga de Campions de la UEFA 2016. També va guanyar la final de la Lliga Europa de la UEFA 2018 i la Supercopa el mateix any. Va fitxar pel Bayern el 2019, guanyant la Bundesliga, la DFB-Pokal i la final de la Lliga de Campions, un triplet, a la seva primera temporada. Hernández es va incorporar al Paris Saint-Germain el 2023.
Internacional francès des del 2018, Hernández va formar part de l'equip guanyador de la Copa del Món de la FIFA 2018, i també va participar en la UEFA Euro 2020 i a la Copa del Món de la FIFA 2022.

## Palmarès
Atlético de Madrid
- 1 Lliga Europa de la UEFA: 2017-18
- 1 Supercopa d'Europa: 2018[10]

FC Bayern München
- 1 Campionat del Món: 2020
- 1 Lliga de Campions de la UEFA: 2019-20
- 1 Supercopa d'Europa: 2020
- 4 Lligues alemanyes: 2019-20, 2020-21, 2021-22, 2022-23
- 1 Copa alemanya: 2019-20
- 2 Supercopes alemanyes: 2020, 2022

Paris Saint-Germain
- 1 Ligue 1: 2023-24[11]
- 1 Copa francesa: 2023-24[12]
- 2 Supercopes franceses: 2023,[13] 2024[14]

Selecció francesa
- 1 Copa del Món: 2018
- 1 Lliga de les Nacions de la UEFA: 2020-21